# Adam Bodzek
Adam Bodzek est un footballeur germano-polonais, né le 7 septembre 1985 à Zabrze. Il évolue au poste de milieu défensif.

## Palmarès
Vierge

## Statistiques
| Saison    | Club               | Pays         | Championnat        | Coupes nationales | Coupes d'Europe | Allemagne |
| --------- | ------------------ | ------------ | ------------------ | ----------------- | --------------- | --------- |
| 2005-2006 | MSV Duisbourg      | Bundesliga   | 9 matchs / 1 but   | -                 | -               | -         |
| 2006-2007 | MSV Duisbourg      | 2.Bundesliga | 23 matchs / 1 but  | 3 matchs          | -               | -         |
| 2007-2008 | MSV Duisbourg      | Bundesliga   | 7 matchs           | -                 | -               | -         |
| 2008-2009 | MSV Duisbourg      | 2.Bundesliga | 24 matchs          | -                 | -               | -         |
| 2009-2010 | MSV Duisbourg      | 2.Bundesliga | 31 matchs / 2 buts | 2 matchs          | -               | -         |
| 2010-2011 | MSV Duisbourg      | 2.Bundesliga | 3 matchs           | -                 | -               | -         |
| 2010-2011 | Fortuna Düsseldorf | 2.Bundesliga | 14 matchs / 1 but  | -                 | -               | -         |
| 2011-2012 | Fortuna Düsseldorf | 2.Bundesliga | 31 matchs          | 5 matchs          | -               | -         |
| 2012-2013 | Fortuna Düsseldorf | Bundesliga   | 29 matchs / 2 buts | 2 matchs          | -               | -         |

Dernière mise à jour le 19 mai 2013